# Schloss Eibwang

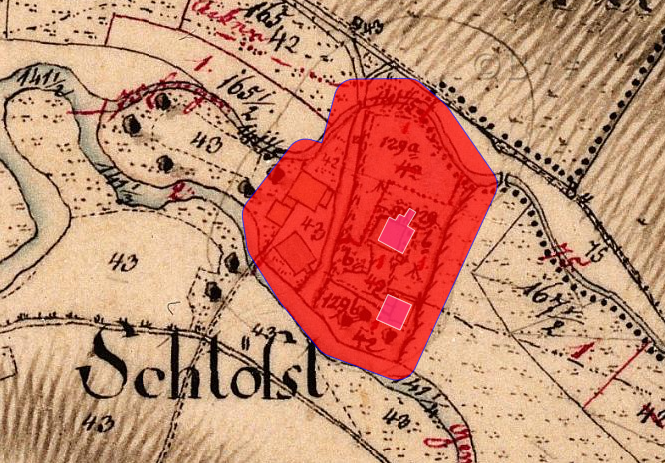
Lageplan von Schloss Eibwang auf dem Urkataster von Bayern

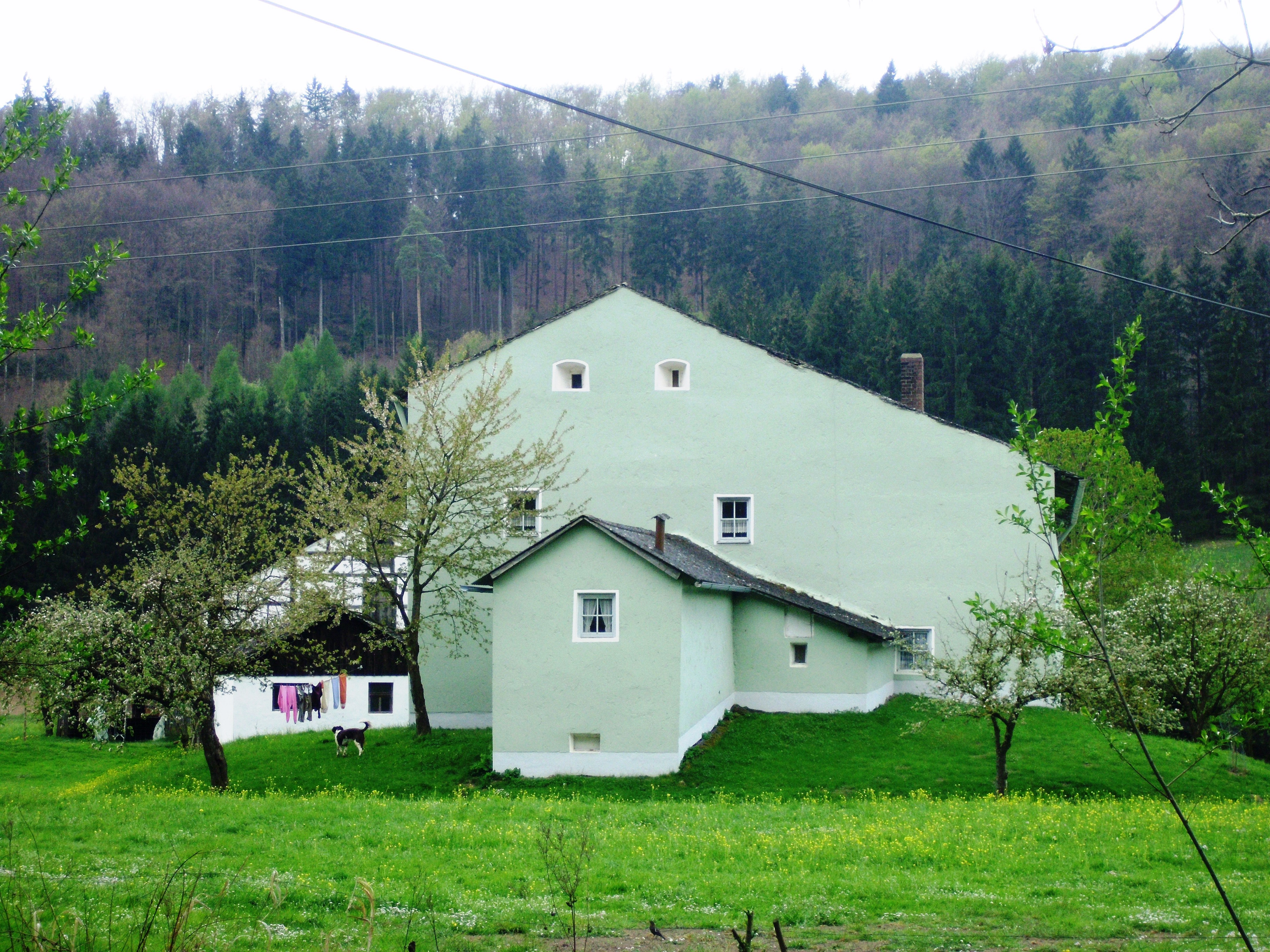
Das „Feste Haus“, Nordansicht

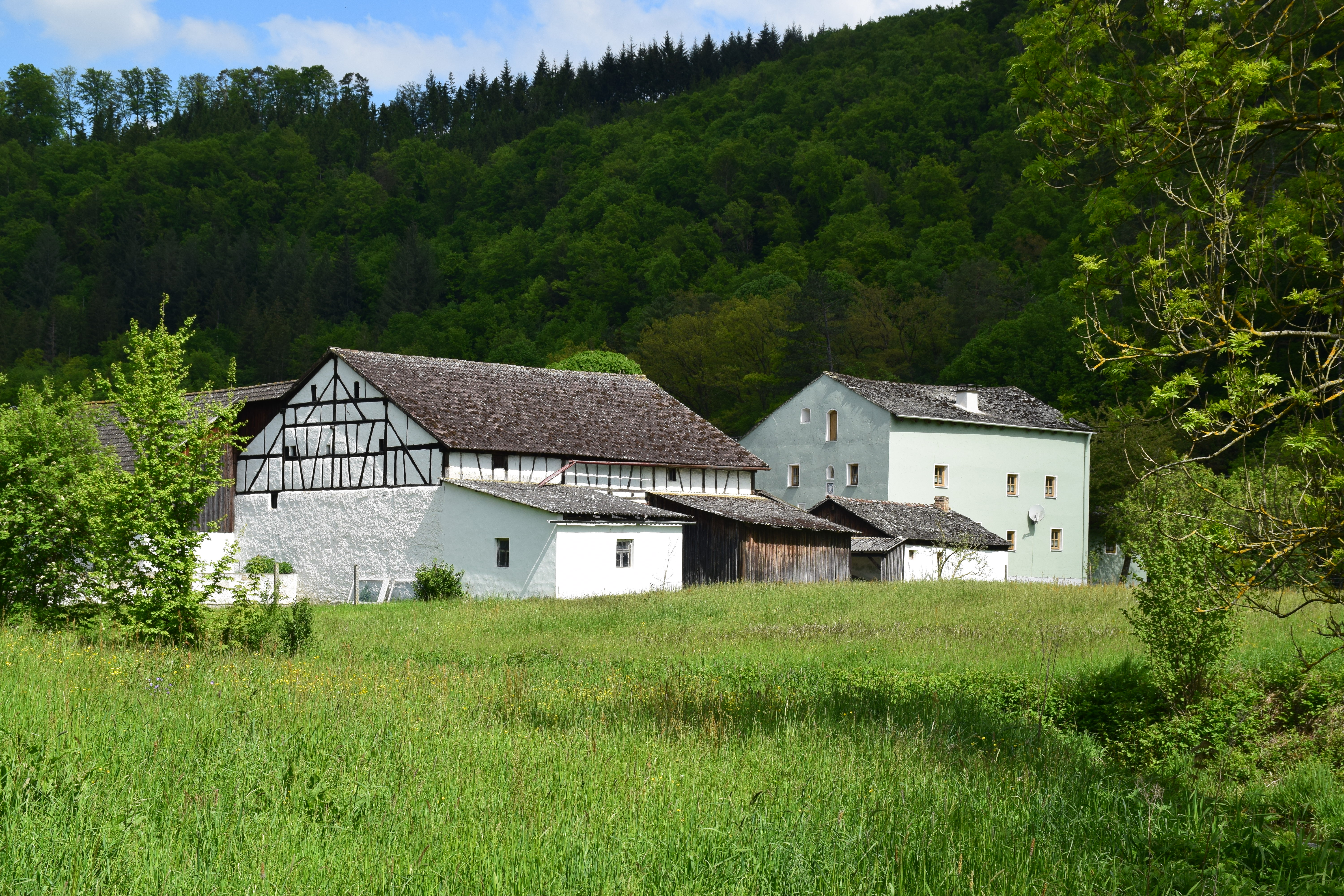
Edelsitz Eibwang, Oberbayern; Fachwerkscheune, Wohnhaus

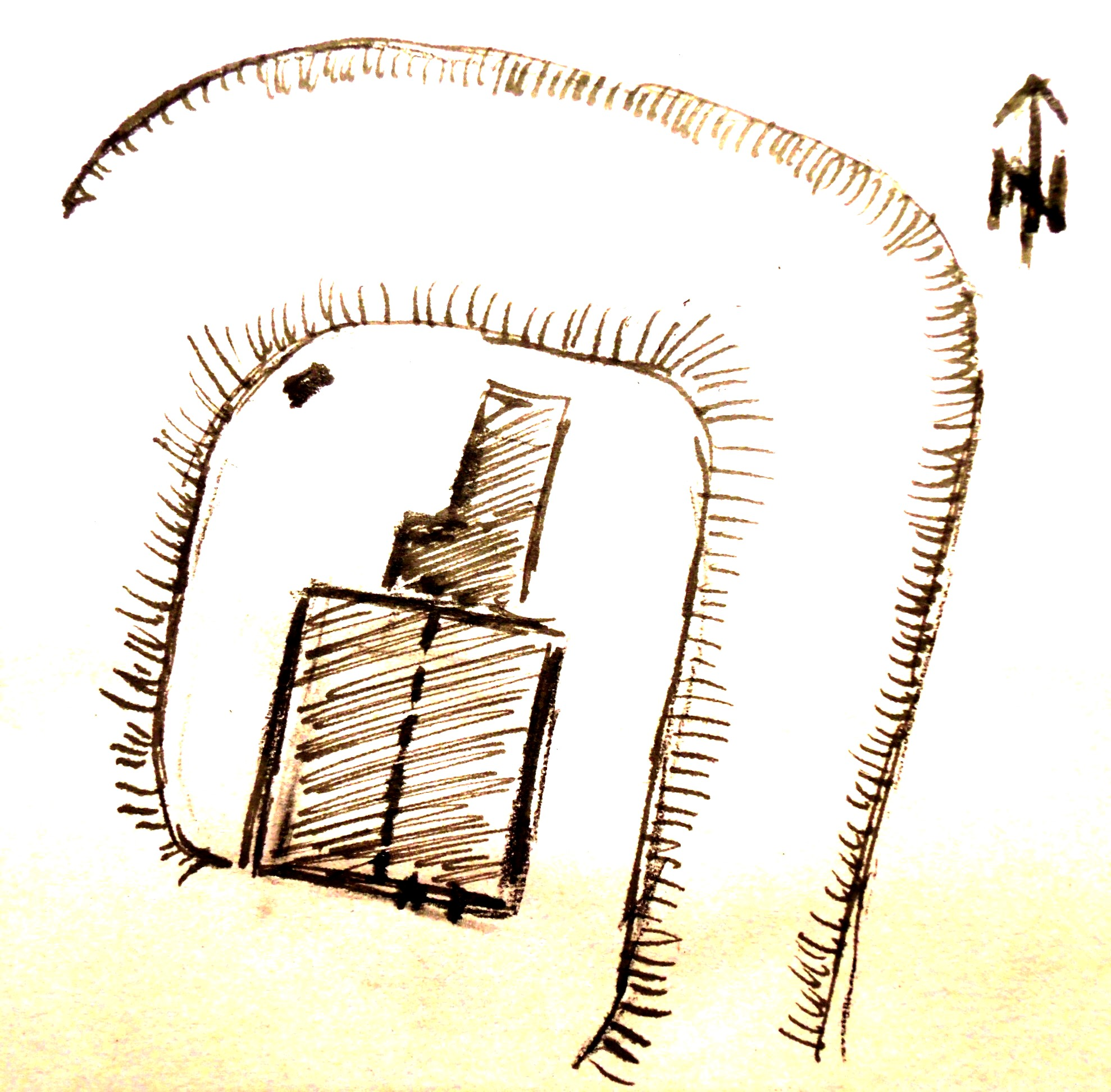
Lageskizze

Schloss Eibwang ist als „Festes Haus“ der ehemalige Sitz eines Lehenadels und ein ehemaliger bischöflicher Landsitz in Eibwang. Dieser Ortsteil des Marktes Kinding liegt im Anlautertal und im Landkreis Eichstätt von Bayern.

## Lage
Das „Feste Haus“ (Eibwang Nr. 2) steht in Ortslage des Weilers Eibwang (zwei Anwesen) auf einer kleinen Erhebung bei 396 m ü. NHN links der Anlauter in einer Ausbuchtung des Tales zwischen der früher zum Herrensitz gehörenden Schlößmühle flussabwärts und der Schafhausermühle flussaufwärts. Es ist zu erreichen über Abzweigung von der Staatsstraße 2228, die über eine 2012 neu errichtete Anlauterbrücke in den Weiler führt.

## Namensdeutung
„Eibwang“ wird gedeutet als „Wiese mit Eiben“.

## Geschichte
Eibwang war das wehrhafte Wohngebäude der 1351 bis 1530 nachweisbaren Marschälle von Eibwang, die Lehensleute der Herren von Heideck waren. Als Mitglied dieser Adelsfamilie wird 1418 ein Stephan Marschall von „Eywangk“ als Zeuge in einer Absberger Verkaufsangelegenheit genannt. 1444 ist ein Wilhelm Marschall von Eibwang Richter in Heideck. 1452 wird sein Bruder Werner Marschall von Eibwang urkundlich erwähnt, der allerdings auf der stattlicheren Burg Bechthal sitzt.
Um die Mitte des 15. Jahrhunderts waren die Haider von Lauterbach Lehenträger von Eibwang; so war hier Hans Haider (der Jüngere) ansässig. 1458 wurde die Anlage in einer Fehde zerstört. 1472 verkaufte Johann IV. von Heideck die Burg unter Bischof Wilhelm von Reichenau an das Hochstift Eichstätt. 1504 ist von Eibwang als ein „prochens Schlößlein“, als einem zerstörten Anwesen die Rede.
Wohl die Ähnlichkeit des Ortsnamens mit seinem Namen veranlasste 1530 Bischof Gabriel von Eyb, die Ruine Eibwang aufzukaufen und als bischöflichen Landsitz wiederherzustellen. In seinen letzten fünf Lebensjahren soll er sich im Sommer hierher zurückgezogen haben.
Eibwang war schon 1554 ein Bauernanwesen, das noch im Alten Reich in zwei Anwesen, einen Bauernhof und ein Köblergut, aufgeteilt wurde.:100 Wohl deshalb ist im 19. Jahrhundert von Eibwang auch als den „Schlößelhöfen“ die Rede. 1830 wohnten hier zwei Familien mit insgesamt zwölf Personen.:205 Um 1850 besaß mit Anton Bauer ein pensionierter Soldat den Hof. Auch heute werden das „Feste Haus“ und das benachbarte Anwesen von Privat bewohnt.

## Beschreibung
Das „Feste Haus“ steht inmitten eines trockengelegten, circa zehn Meter breiten Grabens in ovaler Form, von dem noch drei Seiten vorhanden sind, und einem kleinen Bering, von dem sich nur ein kleiner Rest in der nördlichen Ecke erhalten hat. Die in etwa viereckige Fläche innerhalb des Berings ist circa 20 mal 20 Meter groß. Das zweigeschossige Gebäude in der Mitte des Berings war ursprünglich schmäler und wurde durch einen Anbau im Westen erweitert. Es ist mit Legschiefer gedeckt. Im Norden sind jüngere Keller- und oberirdische Vorratsräume angefügt.
Über der rundbogigen Eingangstür an der Westecke der südlichen Stirnseite ist aus Kalkstein links das Wappen des Hochstifts Eichstätt und rechts das Eybsche Familienwappen mit den drei Muscheln sowie die Jahreszahl MDXXX (= 1530) angebracht.
Im Innern läuft an der westlichen Längsseite des Hauses der Flur durch. Östlich befinden sich drei Zimmer: das Wohnzimmer mit tiefen Fensternischen, die Küche mit einem Tonnengewölbe und des Weiteren ein kleinerer Raum; die Aufteilung im ersten Stock ist ähnlich.
Das Nachbaranwesen aus mehreren Gebäuden geht auf den Wirtschaftshof des „Festen Hauses“ zurück.
Die Anlage ist unter der Aktennummer D-1-76-137-31 als denkmalgeschütztes Baudenkmal von Eibwang verzeichnet. Ebenso wird sie als Bodendenkmal unter der Aktennummer D-1-7034-0126 im Bayernatlas als „mittelalterliche und frühneuzeitliche Befunde im Bereich des ehem. Adelssitzes Eibwang“ geführt.